# Feridun Buğeker
Feridun İsmail Buğeker (Isztambul, 1933. április 5. – 2014. október 6.) török labdarúgócsatár.
A török válogatott színeiben részt vett az 1954-es labdarúgó-világbajnokságon.